# کلای-سویی
کلای-سویی (تلفظ می‌شود [klaj.su.ji]) یکی از کمون‌های فرانسه است که در دپارتمان سن-ا-مرن در ناحیه ایل-دو-فرانس در شمال فرانسه واقع شده‌است. کلای-سویی ۱۵٫۰۷ کیلومتر مربع مساحت و ۱۱٬۲۷۹ نفر جمعیت دارد.

## خواهرخوانده
شهر Soave خواهرخواندهٔ کلای-سویی هست.